# Jean Louis Kehrmann
Jean Louis Kehrmann, auch Johann Ludwig Kehrmann (* 8. Juli 1865 in Koblenz; † 20. März 1891 in Rhens), war ein deutscher Landschaftsmaler der Düsseldorfer Schule.

## Leben
Kehrmann besuchte 1885/1886 die Kunstakademie Düsseldorf. Dort war Hugo Crola sein Lehrer. Danach wechselte er auf die Großherzoglich Badischen Kunstschule Karlsruhe, wo Gustav Schönleber ihn als Meisterschüler unterrichtete.
1888/1889 folgte ein Studienjahr an der Berliner Akademie bei Hans Fredrik Gude. Auf dortigen Ausstellungen erhielt er 1888 eine kleine Goldmedaille.
Kehrmann bereiste oft die Eifel, auch den Rhein und andere deutsche Landschaften, ferner Korsika und Belgien; 1889 ist eine Reise in die Niederlande greifbar. Er gilt als einer der letzten Vertreter der klassischen Landschaftsmalerei der Düsseldorfer Schule. Werke von ihm stellt das Mittelrhein-Museum aus.
Sein Bruder war der Chemiker Friedrich Kehrmann.